# Mesa Democrática del País Valenciano
La Taula Democràtica del País Valencià (Mesa Democrática del País Valenciano) fue un organismo unitario de la oposición al franquismo en Valencia formada en 1973 por los Grups d'Acció i Reflexió Socialista (GARS) de Vicent Ventura (después PSPV), el Partido Carlista del País Valenciano de Laura Pastor, la Unió Democràtica del País Valencià (UDPV), el PSOE de Josep Lluís Albiñana y Manuel del Hierro, Unificación Comunista de España (UCE), el PCE de Antonio Palomares (aunque luego se separó al constituirse la Junta Democrática, el PSAN de Francesc Candela y Escrivá y otros partidos de la extrema izquierda. En sus principios constitutivos, la Mesa postulaba la promulgación de un estatuto de autonomía que sitara a la Comunidad Valenciana en condiciones similares a los que obtuvieran otras regiones históricas y diferenciadas de España, es decir, Cataluña, País Vasco y Galicia. Integraba solo a partidos políticos, no admitía a personalidades independientes por muy prestigiosas que fueran.

## Los10 de Alacuás
Por impulso de Vicent Ventura se planteó la necesidad de crear una plataforma que redactara un proyecto de estatuto de autonomía que sirviera para el autogobierno de los valencianos, y para subrayar la voluntad de los partidos autonómicos valencianos de dar prioridad a la autonomía. La Comisión Pro Estatuto fue convocada el 24 de junio de 1975 en la Casa de Ejercicios Espirituales de la Purísima de Alacuás pero por la tarde la reunión fue interrumpida por la Brigada Político-Social de la policía del régimen franquista.
Los asistentes fueron detenidos y puestos a disposición del Juzgado de Orden Público, que los procesó el 3 de julio de 1975 por un delito de asociación ilícita del artículo 172 del Código Penal. Los procesados, llamados Los diez de Alacuás, contra los que se decretó prisión provisional, eran: Laura Pastor Collado, Joan Josep Pérez Benlloch, Vicent Soler, Francesc Xavier Navarro Arnal, Josep Corell Martí, Ernest Lluch, Carles Dolz Soriano, Francesc Candela, Josep Guia y Carlos Manuel Martínez Llaneza. Aunque en las reuniones acudían los representantes de UDPV Ernest Sena Calabuig, Vicent Miquel i Diego, o Joaquim Maldonado Chiarri, aquel día no acudieron.
El Acto Judicial imputaba a los detenidos un delito de asociación ilícita para que la reunión tenía la finalidad de constituir el Consejo Democrático del País Valenciano con ánimo de crear un gobierno autónomo. El 12 de julio de 1975, Las Provincias publicaba un escrito de adhesión con los detenidos, y exigiría el reconocimiento de las más elementales libertades públicas. Los firmantes eran 93 profesores universitarios, entre ellos Manuel Sánchez Ayuso, José María del Rivero Zardoya, Manuel Broseta Pont, Amando de Miguel, Ferran Vicent Arche Domingo, Manuel Sanchis Guarner, Aurelio Martínez, Rafael Ll. Ninyoles, Josep Vicent Marquès, Damià Mollà, Víctor Fuentes, Josep Lluís Blasco, Alfons Cucó, Celia Amorós, Pedro Ruiz, Joan Martín Queralt, Vicent Llombart, Emérito Bono Martínez, Segon Brú, Clementina Ródenas, Luis Espinosa, Carme Alborch.
Se solicitó la imposición de una pena de 3 años de prisión para cada uno de los procesados, pero la causa se sobreseyó y archivó por aplicación del indulto de 25 de noviembre de 1975, a los 5 días de la muerte de Francisco Franco.

## Integración en el Consejo
El 1975 entró en crisis por la salida del PCE, que se integró en la Junta Democrática de España, y a pesar del alboroto provocado por la detención de Alacuás en agosto de 1975, la Mesa decidió integrarse en el Consejo Democrático del País Valenciano, que aglutinaba la Junta y la Mesa.